# Papel Pampa
Papel Pampa es una localidad y municipio de Bolivia, ubicado en la provincia de Gualberto Villarroel del departamento de La Paz. El municipio tiene una superficie de 843 km², y cuenta con una población de 7.003 habitantes (según el Censo INE 2012). La localidad se encuentra ubicado a 185 km de la ciudad de La Paz, sede de gobierno del país. El origen de la población es aimara y cuenta con 58 comunidades y 6 poblados rurales.
El municipio fue creado junto a la provincia de Gualberto Villarroel mediante Ley N.º 235 del 31 de diciembre de 1962 durante el gobierno de Víctor Paz Estenssoro.

## Toponimia
El nombre de Papel Pampa tiene dos versiones sobre cómo se llegó a denominar así. El primero es que el nombre viene de una palabra compuesta y castellana que, desde hace tiempo, usa este denominativo incorporado al idioma aymará, significando simplemente una extensa planicie con muy poca vegetación y que en época de lluvia cuando ésta se inunda, se divisa desde las colinas de la zona como un papel extendido.
Por otro lado se comenta que hace varios años era el camino principal de la ciudad de Potosí hacia Chile, donde un padre en este lugar se puso a leer documentos y en un momento debido a un fuerte viento todos sus documentos de desparramaron y por eso se denominó todo el lugar llena de hojas de papel y se denomina Papel Pampa.

## Geografía
Posee una superficie plana, con una altitud promedio de 4.000 m s. n. m.
Su clima corresponde a una zona micro termal semifrío a fría con una humedad deficiente a seca en invierno y en primavera semiseca a seca, con una temperatura media que oscila alrededor de 7 °C en época fría y 10 °C en la época templada del año. Las precipitaciones pluviales son reducidas, alcanzando los 333 mm anuales.
La red hidrográfica del municipio pertenece a la subcuenca del río Desaguadero, que nace en el Lago Titicaca y desemboca en el lago Poopó, surcando por el límite norte y este del territorio municipal. Entre algunos de los ríos en el municipio que pertenecen a esta subcuenca están el Chuquichambi, Matar Jahuira y el Quelcata.
El municipio ocupa el tercio oriental de la provincia, en la región del Altiplano boliviano al sur del departamento de La Paz. Limita al norte con los municipios de Umala y Sica Sica, ambos en la provincia de Aroma, separada por el río Desaguadero, al este limita con los municipios de Eucaliptus y Caracollo, y al sur con el municipio de Huayllamarca, estos tres en el departamento de Oruro, y al oeste limita con el municipio de San Pedro de Curahuara.

## Demografía
De acuerdo con el censo boliviano de 2024, la población del municipio de Papel Pampa es de 6 222 habitantes.
La población del municipio aumentó casi una cuarta parte entre 1992 y 2024:
| Año  | Habitantes (municipio) | Fuente |
| ---- | ---------------------- | ------ |
| 1992 | 5039                   | Censo  |
| 2001 | 6053                   | Censo  |
| 2012 | 7002                   | Censo  |
| 2024 | 6222                   | Censo  |

## Economía
Las principales actividades económicas son la agricultura y la ganadería, con cultivos limitados a pequeñas parcelas cuyo rendimiento y rentabilidad son bajos. Los productos cultivados son quinua, cebada, haba, oca y papa.
Por tratarse de una región altiplánica, la pastura andina es seca, con paja brava, thola, kiswara, queñua, arbustos nativos y pajonales silvestres, que sirven de alimento al ganado tanto camélido como ovino. Se han introducido también especies de ganado bovino con buenos resultados, principalmente en lo referido a la producción lechera. En 2017 se inauguró una planta de derivados lácteos en la comunidad de Mollebamba con una inversión de cerca a Bs. 1 millón.